# Об'ємна сила
Об'ємна сила — зовнішня сила, що діє на всі частки (елементарні об'єми) даного тіла. Ця сила відрізняється від поверхневих сил, таких, як дотичні чи нормальні сили, що діють тільки на поверхні об'єкта. Прикладом є сила тяжіння та електромагнітні сили. Відцентрову силу та силу Коріоліса можна також розглядати як сили об'ємного впливу. З іншого боку, всі контактні сили між об'єктами є поверхневими силами.

## Визначення
Об'ємна сила є різновидністю сили, і тому вона має ту ж розмірність, Н (Ньютон) = кг · м / с2. Однак, часто буває зручно говорити про об'ємну силу як силу, що припадає на одиницю об'єму або силу, що припадає на одиницю маси. В останніх випадках вона розглядається як питома сила. Часто цю величину використовують в механіці суцільних середовищ, оскільки в задачах, що розглядає ця дисципліна значення сили в конкретній точці складно визначити.
Приклади об'ємних сил охоплюють:
- сили гравітації;
- сили електростатики;
- сили магнітного характеру;

Сили інерції (їх часто називають "фіктивними силами") також можна розглядати як об'ємні сили. Загальні сили інерції це:
- відцентрова сила;
- сила Коріоліса;
- сила Ейлера (азимутальна сила інерції).

Гравітаційна сила та сили інерції, крім того, є пропорційними до густини або маси тіла в точці, тому їх ще часто називають масовими силами.